# Сеш (река)
Сеш (фр. Seiche) је река у Француској. Дуга је 97 km. Улива се у Вилен. 